# Pipestone, Minnesota
Pipestone är administrativ huvudort i Pipestone County i Minnesota. Enligt 2010 års folkräkning hade Pipestone 4 317 invånare. Pipestone nationalmonument ligger nordväst om staden.